# Absher (Kentucky)
Pour les articles homonymes, voir Absher.
Absher est une zone non incorporée (Unincorporated community) du comté d'Adair dans le Kentucky.